# Megaoonops
Megaoonops là một chi nhện trong họ Oonopidae.

## Hình ảnh

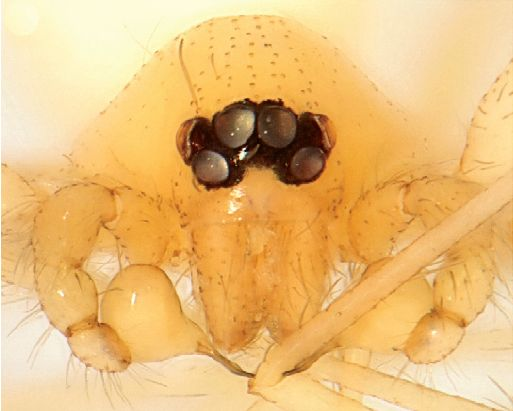
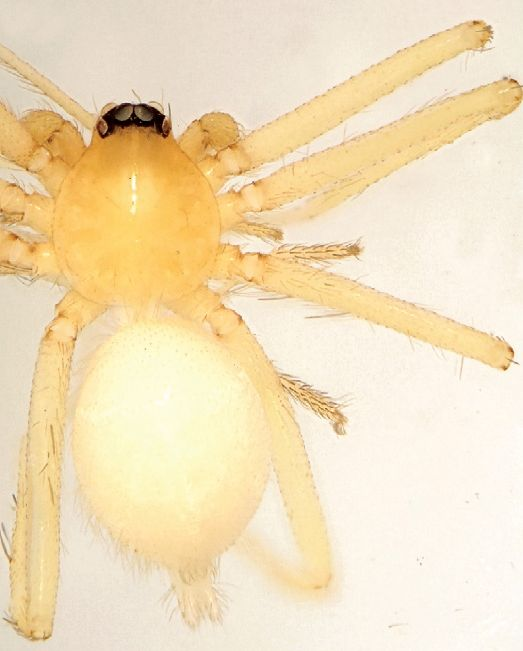